# 왕흔 (전한)
왕흔(王訢, ? ~ 기원전 76년 음력 12월)은 전한 중기의 관료로, 제남군 사람이다.

## 생애
본래 군현의 관리였었는데, 승진하여 피양령(被陽令)이 되었다.
무제 말기에 각지에서 도적이 들끓으니, 수의어사(繡衣御史) 포승지가 무제의 명을 받들어 각지를 순방하며 도적 소탕에 소홀한 지방관들을 주살하였다. 이때 왕흔 또한 주살될 위기에 처하였는데, 죽기 직전에 포승지에게 말하였다.
| “ | 사람을 살리고 죽일 권한으로 전국에 이름을 떨치시는 사군께서, 저 같은 사람을 죽이신다한들 위신이 커지지는 않습니다. 차라리 너그러이 용서하시고 은혜를 베푸셔서, 저로 하여금 최선을 다하게끔 하시는 것이 낫지 않겠습니까? | ” |

포승지는 왕흔의 말을 옳게 여겨 왕흔과 친분을 맺었다. 이후 포승지는 조정에 돌아가 왕흔을 천거하였고, 왕흔은 우보도위(右輔都尉)에 취임하여 우부풍의 직무를 잠시 맡아보게 되었다. 무제가 우부풍의 관할을 지나갈 때, 길과 숙박시설의 정비가 잘 되어있었기 때문에 무제는 왕흔을 정식으로 우부풍에 임명하였다.
원봉 원년(기원전 80년), 실각한 상홍양의 뒤를 이어 어사대부가 되었다.
원봉 4년(기원전 77년), 전천추의 뒤를 이어 승상이 되고 의춘후(宜春侯)에 봉해졌다. 이듬해에 누군가의 고발을 받아 자살을 시도하였으나 실패하였는데, 결국 그 해에 죽었다. 시호를 경(敬)이라 하였고, 아들 왕담이 작위를 이었다.

## 출전
- 사마천, 《사기》
  - 권20 건원이래후자연표
- 반고, 《한서》
  - 권18 외척은택후표
  - 권66 공손유전왕양채진정전